# Ханс фон Айхберг
Ханс/Йохан фон Айхберг (на немски: Hans/Johann, Freiherr von Aichberg-Laberweinting-Söldenau-Reichsdorf; † пр. 15 декември 1511) e фрайхер от рицарския род Айхберг от Горна Австрия, господар на Лабервайнтинг (Долна Бавария)-Зьолденау (днес в Ортенбург)-Райхсдорф (Източна Щирия).

## Произход
Той е син на Парцивал фон Айхберг, господар на Мооз-Изархофен-Нойслинг († сл. 1469) и съпругата му Амалия Ценгер, дъщеря на Фридрих фон Ценгер цум Шварценберг и Юлиана фон Валдау. Внук е на Георг I дер Айхбергер († 1426) и Зигуна фон Фраунберг († 1449).
- Дворец Лабервайнтинг (18 век)
- Водният дворец Зьолденау (1723 г.)
- Айхберг в Щирия (17 век)
- Дворец Айхберг (ок. 1674)

## Фамилия
Първи брак: със Зигуна Крайгер фон Крайг († 1484), дъщеря на фрайхер Андреас фон Крайг († 1461) и Катерина фон Рьор. Те имат две дъщери:
- Елизабет фон Айхберг, омъжена 1499 г. за Еразмус фон Лайминг, господар на Тегернбах
- Вероника фон Айхберг († 1511), наследничка на дворец Зьолденау, омъжена за имперски граф (от 1519 г.) Улрих II фон Ортенбург-Нойортенбург († 1524)

Втори брак: 1474 или на 22 ноември 1484 г. с Анна фон Йотинген († пр. 1500), дъщеря на граф Улрих фон Йотинген († 1477) и графиня Елизабет фон Шаунберг († 1461), дъщеря на граф Йохан I фон Шаунберг († 1453) и Анна фон Петау († 1465). Те имат дъщеря:
- Магдалена фон Айхберг († сл. 1517), омъжена 1510 г. за фрайхер Ханс VI фон Дегенберг († 1551)

Трети брак: на 7 март 1500 г. с Барбара фон Щархемберг (1470 – 1519), дъщеря на Йохан IV фон Щархемберг (1412 – 1474) и Елизабет фон Хоенберг (1416 – 1494). Бракът е бездетен.
Вдовицата му Барбара фон Щархемберг се омъжва втори път 1518 г. за граф Улрих II фон Ортенбург-Нойортенбург († 1524).